# 蟻ケ崎
蟻ケ崎（ありがさき）は長野県松本市の市街地の北西にある地区。現行行政地名は蟻ケ崎1丁目から蟻ケ崎6丁目（住居表示実施済み）と大字蟻ケ崎（住居表示未実施）。郵便番号は390-0861。

## 概要
4丁目に正鱗寺があり、「東洋のマタ・ハリ」と呼ばれた川島芳子の墓がある。こまくさ道路沿いには商店も見られるが住宅が中心で松本市内でも代表的な住宅地となっている。3丁目には大規模な県営住宅がある。
地形的には城山の東側の裾野にあたり、坂がきつい。大門沢川が東側の沢村との境界をなしている。中央をこまくさ道路が通っている。こまくさ道路は朝夕のラッシュ時に2丁目から松本駅にかけての区間が渋滞する。
大字蟻ケ崎にはアルプス公園、城山公園がある。雑木林が中心だが住宅も見られる。地形的には城山（鳥居山）の山頂から東側の裾野に当たる地域で、全体的に急度の傾斜地である。この地域からは市内を一望できる。
江戸初期には現在の城山公園やアルプス公園に当たる部分が松本藩主戸田松平家の御留場として立ち入り禁止とされていたが、中期になり一部が解禁され、桜や楓などが植えられて整備され、町民の憩いの場となり、これが現在の城山公園に繋がる。一方、アルプス公園の部分の解禁は明治維新後のことであった。
江戸時代には周辺地域と一緒に蟻ヶ崎村を構成していた。蟻ヶ崎村は真言宗の古刹放光寺があることから放光寺村とも呼ばれていた。

## 歴史
- 1967年7月1日 - 1〜6丁目に住居表示実施。

### 住居表示実施に伴い分離した地区
- 1990年（平成2年）：蟻ケ崎台
- 1991年（平成3年）：城山

## 世帯数と人口
2018年（平成30年）10月1日現在の世帯数と人口は以下の通りである。
| 大字・丁目  | 世帯数    | 人口    |
| ----------- | --------- | ------- |
| 蟻ケ崎      | 142世帯   | 321人   |
| 蟻ケ崎1丁目 | 250世帯   | 470人   |
| 蟻ケ崎2丁目 | 220世帯   | 466人   |
| 蟻ケ崎3丁目 | 412世帯   | 910人   |
| 蟻ケ崎4丁目 | 485世帯   | 1,048人 |
| 蟻ケ崎5丁目 | 304世帯   | 664人   |
| 蟻ケ崎6丁目 | 390世帯   | 805人   |
| 計          | 2,203世帯 | 4,684人 |

## 施設
- 長野県松本深志高等学校
- 長野県松本蟻ヶ崎高等学校
- 塩釜神社
- 松本市中央図書館
- 正鱗寺
- 松本市営蟻ヶ崎霊園・火葬場
- 松本蟻ケ崎郵便局
- アルプス公園
- 城山公園